# Береж
Береж—поселок в Иланском районе Красноярского края в составе Новониколаевского сельсовета.

## География
Находится примерно  в 48 километрах по прямой на юг от районного центра города Иланский у одноименного разъезда Красноярской железной дороги (линия Абакан-Тайшет).

## Климат
Климат резко континентальный и характеризуется различиями как между температурами зимы и лета, так и между дневными и ночными температурами. Средняя годовая температура воздуха -0,9 °С. Средняя температура января -19,8 °С. Средняя температура июля +18,4 °С. Продолжительность безморозного периода 95 дней. Зимой характерно влияние антициклона, который обуславливает суровость зимы, а летом – области пониженного давления.

## Население
Постоянное население составляло 4 человека в 2002 году (100% русские),  1 в 2010.